# Julie Delpy

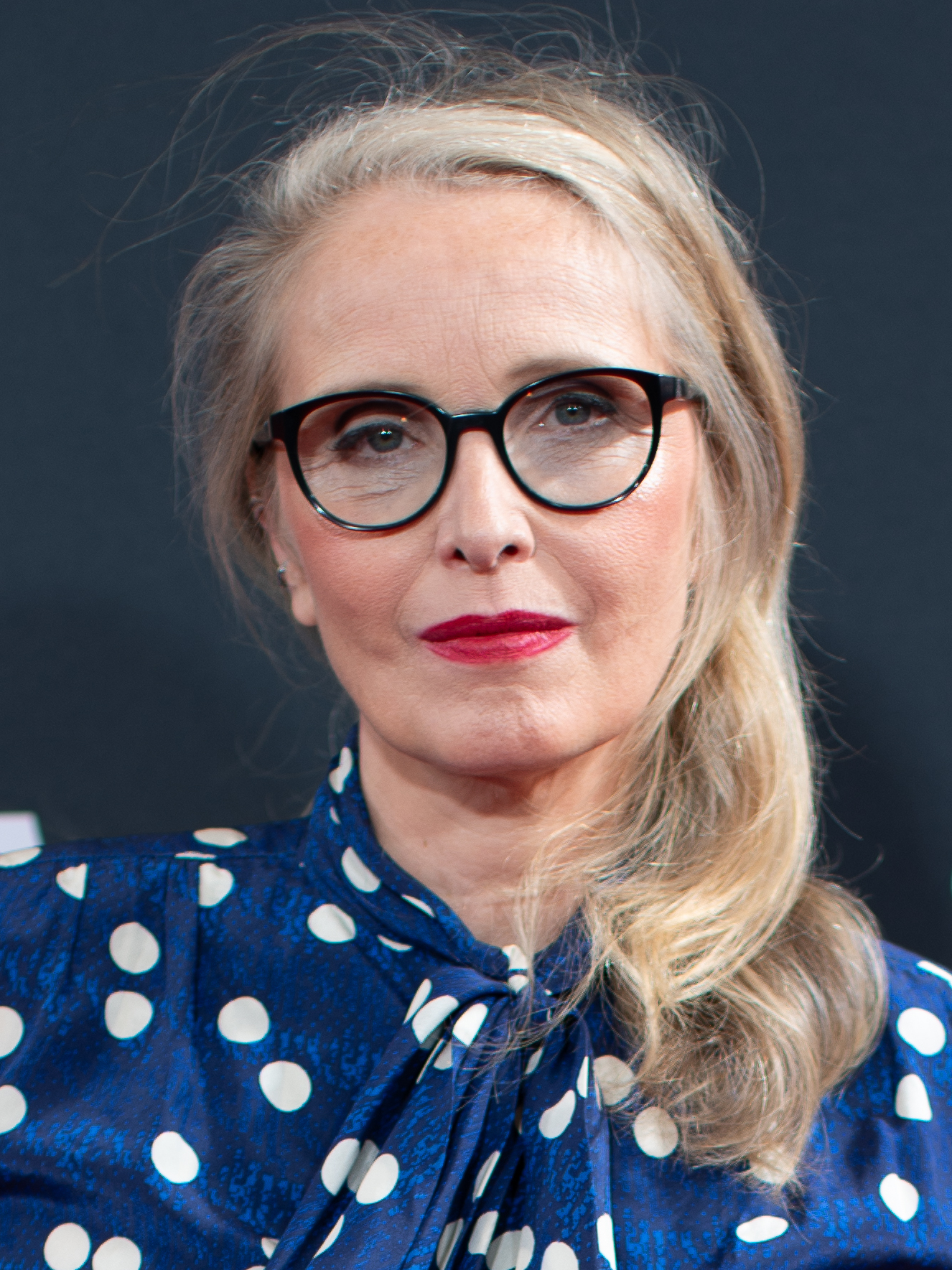
Julie Delpy beim Toronto International Film Festival (2024)

Julie Delpy (* 21. Dezember 1969 in Paris) ist eine französisch-US-amerikanische Schauspielerin, Regisseurin, Drehbuchautorin und Sängerin.

## Leben

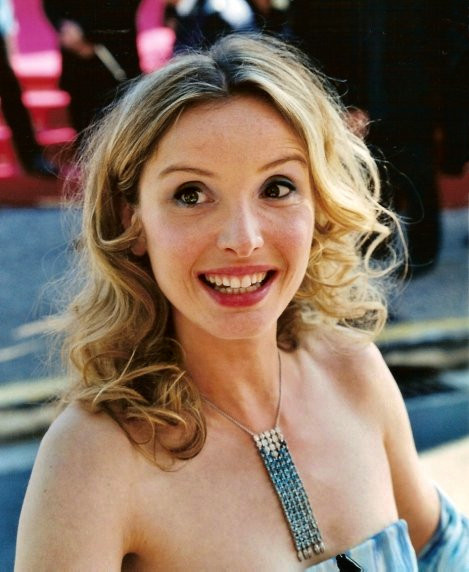
Delpy beim Filmfestival von Cannes (2002)

Julie Delpy ist die Tochter des französischen Schauspielerpaares Marie Pillet und Albert Delpy. Im Alter von fünf Jahren stand sie das erste Mal auf einer Theaterbühne. Sie absolvierte ein Regiestudium an der Filmhochschule in New York und lebt seit 1992 in Los Angeles.
Eine erste kleinere Rolle erhielt sie in Jean-Luc Godards Film Détective (1985). Für ihre Rolle in Die Nacht ist jung (1986) wurde sie 1987 für den César als Beste Nachwuchsdarstellerin nominiert. Ihre erste große Hauptrolle spielte sie 1987 in Bertrand Taverniers Film Die Passion der Beatrice. Mit dem in Deutschland sehr erfolgreichen Film von Agnieszka Holland, Hitlerjunge Salomon (1990), in dem sie die weibliche Hauptrolle spielte, begann ihre internationale Karriere. Danach spielte sie unter Regisseuren wie Volker Schlöndorff in Homo Faber, was ihr eine Nominierung für den Europäischen Filmpreis einbrachte. Auch übernahm sie die weibliche Hauptrolle in Krzysztof Kieślowski Drei Farben: Weiß. In dem Disney-Film Die drei Musketiere von 1993 war sie in einer Nebenrolle zu sehen. Außerdem spielte sie 1997 in dem Film American Werewolf in Paris die zweite Hauptrolle der Serafine Pigot.
Auf der Berlinale war sie mit dem US-amerikanischen Regisseur Richard Linklater und ihrem Schauspielkollegen Ethan Hawke drei Mal vertreten: 1995 mit Before Sunrise, 2004 mit dessen Fortsetzung Before Sunset und schließlich 2013 mit Before Midnight, eine Liebesgeschichte in drei Teilen, die sich über 18 Jahre erstreckt. Als Ko-Drehbuchautorin von Before Sunset und Before Midnight erhielt Delpy je eine Oscar-Nominierung, während ihre schauspielerische Leistung im dritten Teil mit einer Golden-Globe-Nominierung bedacht wurde.
2001 spielte sie in sieben Folgen der US-Erfolgsserie Emergency Room – Die Notaufnahme die Freundin von Dr. Kovac. Im Herbst 2003 erschien eine CD mit elf Chansons in englischer und französischer Sprache, zu denen sie sich selbst auf der Gitarre begleitete.
2007 stellte sie auf der 57. Berlinale ihr Regiedebüt 2 Tage Paris vor, 2009 präsentierte sie mit Die Gräfin ihre Verfilmung des Legende der ungarischen „Blutgräfin“ Elisabeth Báthory. Mit 2 Tage New York brachte Delpy 2012 den Fortsetzungsfilm von 2 Tage Paris in die Kinos; beide Komödien parodieren die kulturellen Unterschiede zwischen Amerikanern und Franzosen. Sie möge das Konzept von den ungezogenen Franzosen sehr, begründete Delpy ihre anhaltende Auseinandersetzung mit dem Thema. Diesen Film stellte sie in Deutschland auf dem Münchener Filmfest vor. 2015 und 2019 folgten mit Lolo – Drei ist einer zu viel und My Zoe zwei weitere von ihr inszenierte Filme. 2024 erschien Die Barbaren – Willkommen in der Bretagne. Für ihre Filme ist sie auch als Drehbuchautorin tätig.
2017 wurde Delpy der Europäische Filmpreis in der Kategorie Beste europäische Leistung im Weltkino zuerkannt.
Von 2004 bis 2013 war Delpy mit dem deutschen Filmkomponisten Marc Streitenfeld liiert. Aus der Beziehung ging im Januar 2009 ein Sohn hervor.

## Filmografie (Auswahl)
Darstellerin
- 1985: Détective

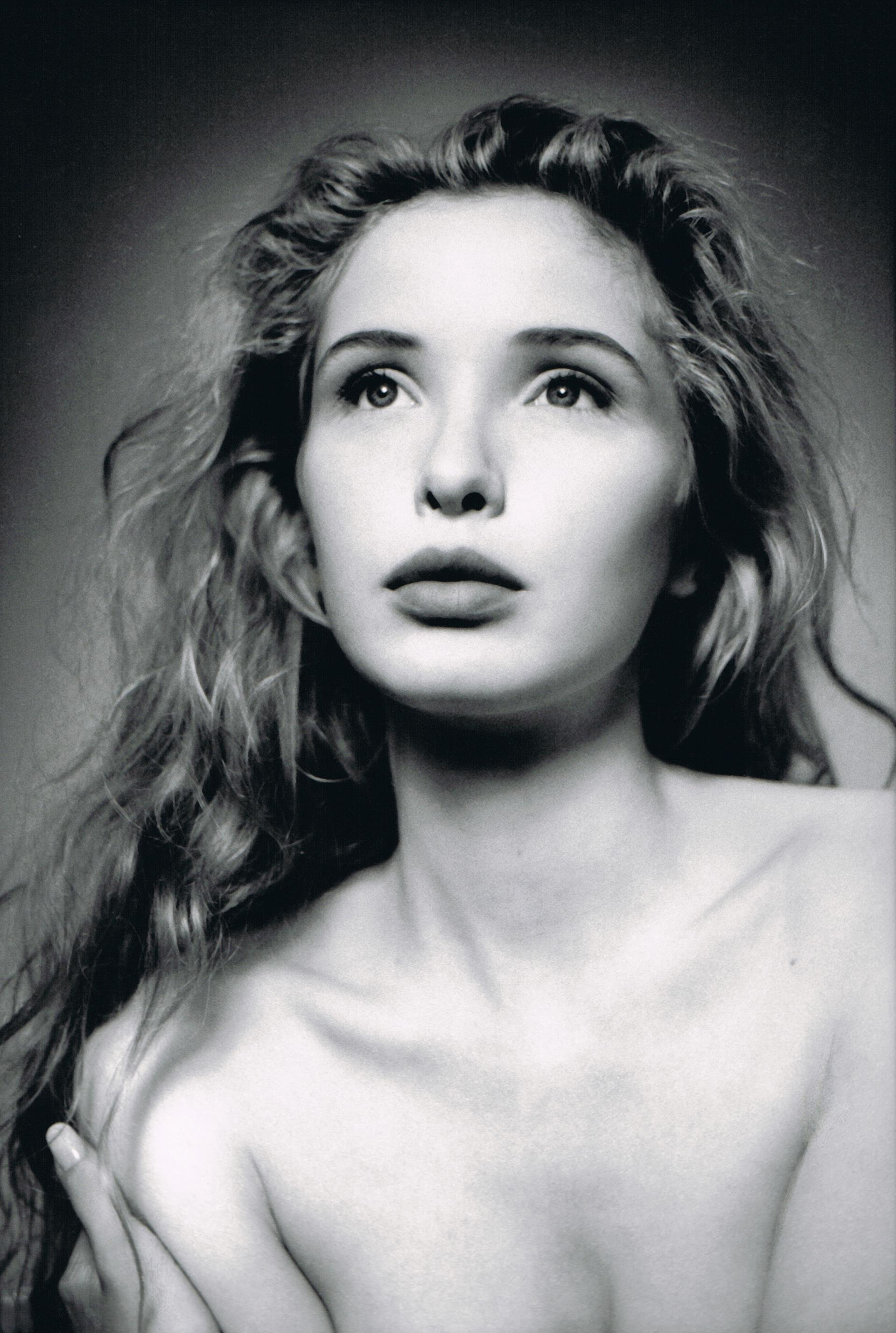
Julie Delpy (1991)

- 1986: Die Nacht ist jung (Mauvais Sang)
- 1987: Die Passion der Beatrice (La Passion Béatrice)
- 1990: Hitlerjunge Salomon
- 1991: Homo Faber
- 1993: Killing Zoe
- 1993: Younger and Younger
- 1993: Die drei Musketiere (The Three Musketeers)
- 1994: Drei Farben: Weiß (Trzy kolory: Biały)
- 1994: Geschichte(n) des Kinos – 2(a) Allein das Kinos (Histoire(s) du cinéma – 2(a) Seul le cinéma)
- 1995: Before Sunrise
- 1996: Tykho Moon
- 1997: American Werewolf in Paris
- 1998: L.A. Without a Map
- 1998: Schuld und Sühne (Crime and Punishment)
- 2001: Investigating Sex
- 2001: Waking Life
- 2001: Emergency Room – Die Notaufnahme (ER, Fernsehserie 7 Folgen)
- 2002: CinéMagique (Disney-Attraktion)
- 2004: Before Sunset
- 2004: Die Kreatur – Gehasst und gejagt (Frankenstein, Miniserie)
- 2005: Broken Flowers
- 2006: The Hoax
- 2006: Guilty Hearts
- 2006: The Legend of Lucy Keyes
- 2007: 2 Tage Paris (2 Days in Paris)
- 2009: Die Gräfin (The Countess)
- 2009: The Air I Breathe – Die Macht des Schicksals (The Air I Breathe)
- 2011: Familientreffen mit Hindernissen (Le Skylab)
- 2012: 2 Tage New York (2 Days in New York)
- 2013: Before Midnight
- 2014: Avengers: Age of Ultron
- 2015: Lolo – Drei ist einer zu viel (Lolo)
- 2016: Wiener Dog (Wiener-Dog)
- 2017: Bachelors – Der Weg zurück ins Leben (The Bachelors)
- 2018: Burning Shadow
- 2019: My Zoe
- 2021: On the Verge (Fernsehserie, 12 Folgen)
- 2023: The Lesson
- 2024: Die Barbaren – Willkommen in der Bretagne (Les barbares)

Regie und Drehbuch
- 2007: 2 Tage Paris (Deux jours à Paris)
- 2009: Die Gräfin (The Countess)
- 2011: Familientreffen mit Hindernissen (Le Skylab, auch Drehbuch)
- 2012: 2 Tage New York (2 Days in New York)
- 2015: Lolo – Drei ist einer zu viel (Lolo)
- 2019: My Zoe
- 2024: Die Barbaren – Willkommen in der Bretagne (Les barbares, auch Drehbuch)

## Diskografie
- 2003: Julie Delpy
- 2009: Die Gräfin

## Auszeichnungen (Auswahl)
- 1987: César-Nominierung für Die Nacht ist jung (Beste Nachwuchsdarstellerin)
- 1988: César-Nominierung für Die Leidenschaft der Beatrice (Beste Nachwuchsdarstellerin)
- 1991: Nominierung für den Europäischen Filmpreis für Homo Faber (Beste Darstellerin)
- 2005: Empire Award für Before Sunset (Beste Darstellerin)
- 2004: San Francisco Film Critics Circle Award für Before Sunset (Beste Hauptdarstellerin)
- 2005: Oscar-Nominierung für Before Sunset (Bestes adaptiertes Drehbuch – gemeinsam mit Richard Linklater, Ethan Hawke und Kim Krizan)
- 2007: Publikumspreis des Tallinn Black Nights Film Festival für 2 Tage Paris
- 2008: César-Nominierung für 2 Tage Paris (Bestes Originaldrehbuch)
- 2008: Prix SACD (Nachwuchspreis – Film)
- 2010: Regiepreis des Cabourg Romantic Film Festival für Die Gräfin
- 2011: Spezialpreis der Jury des Festival Internacional de Cine de San Sebastián für Skylab
- 2013: Dublin Film Critics Circle Award für Before Midnight (Bestes Drehbuch – gemeinsam mit Richard Linklater und Ethan Hawke)
- 2013: Hollywood Film Award für Before Midnight (Bestes Drehbuch – gemeinsam mit Richard Linklater und Ethan Hawke)
- 2013: Los Angeles Film Critics Association Award für Before Midnight (Bestes Drehbuch – gemeinsam mit Richard Linklater und Ethan Hawke)
- 2013: San Diego Film Critics Society Award für Before Midnight (Bestes Drehbuch – gemeinsam mit Richard Linklater und Ethan Hawke)
- 2014: Boston Online Film Critics Association Award für Before Midnight (Bestes Drehbuch – gemeinsam mit Richard Linklater und Ethan Hawke)
- 2014: Golden-Globe-Nominierung für Before Midnight (Beste Hauptdarstellerin – Komödie oder Musical)
- 2014: National Society of Film Critics Award für Before Midnight (Bestes Drehbuch – gemeinsam mit Richard Linklater und Ethan Hawke)
- 2014: Oscar-Nominierung für Before Midnight (Bestes adaptiertes Drehbuch – gemeinsam mit Richard Linklater und Ethan Hawke)
- 2017: Europäischer Filmpreis (Beste europäische Leistung im Weltkino)